# Pararge porrecta
Pararge porrecta är en fjärilsart som beskrevs av Ruggero Verity 1919. Pararge porrecta ingår i släktet Pararge och familjen praktfjärilar. Inga underarter finns listade i Catalogue of Life.